# Marco Azio Balbo
Marco Azio Balbo (Ariccia, 105 a.C. – 51 a.C.) è stato un politico romano che ricoprì la carica di pretore.
Membro della gens Atia da parte di padre, gens originaria di Aricia, i cui membri appartenevano all'ordine senatorio. Sua madre, Pompea Lucilia, era sorella di Gneo Pompeo Strabone e zia di Gneo Pompeo Magno. Sposò la sorella di Gaio Giulio Cesare, Giulia, dalla quale nacquero tre figlie e un figlio.
Nel 60 a.C. fu pretore e amministratore della Sardegna. Nel 59 a.C. fu uno dei venti pretori dell'Agro Campano.

## Discendenza
Dalla moglie ebbe tre figlie e un figlio:
- Azia, sulla quale non si hanno informazioni e che potrebbe essere morta infante.
- Azia Balbia Cesonia, meglio nota come Azia Maggiore, che fu moglie di Gaio Ottavio e madre di Augusto e di Ottavia minore.
- Azia Balbia, che fu moglie di Lucio Marcio Filippo, figlio di Lucio Marcio Filippo console del 56 a.C., dal quale ebbe una figlia, Marcia, cugina di Ottaviano, che sposò Paolo Fabio Massimo, console nell'11 a.C..
- Marco Azio Balbio. Sposò una Claudia ed ebbe una figlia, Azia, che sposò Gaio Giunio Silano e gli diede un figlio, chiamato come il padre e console nel 10.